# スキャナー 記憶のカケラをよむ男
『スキャナー 記憶のカケラをよむ男』（スキャナー きおくのカケラをよむおとこ）は、2016年に公開された日本の映画。金子修介監督作品。古沢良太の脚本によるオリジナル作品で、主演は野村萬斎。
2016年4月29日、全国243スクリーンで公開された。

## あらすじ
ピアニストの卵である女子高生・秋山亜美は、迫るコンクールを前にプレッシャーに押しつぶされそうになってしまい、そのストレスから敬愛する先輩にして師でもある音大生・沢村雪絵と口論になってしまう。雪絵と仲違いして別れてしまった亜美だったが、心の中に後悔の念がわだかまった。仲直りを望む亜美だったが、雪絵は亜美と仲違いをした当日の夜に行方不明になってしまう。
成人の失踪ということで、警察は本気になって捜してくれない。業を煮やした亜美は情報を得るためにお笑いコンビ「マイティーズ」を頼ろうとする。彼らは一時期、物や場所に残った記憶や感情（残留思考）を読み取る能力「スキャニング」で一世を風靡していた。雪絵はマイティーズの熱烈なファンで、その能力を本物と心から信じていた。亜美は敬愛する師の言葉を信じて、彼女の信じる彼らに救いを求めたのであった。
だが、実はマイティーズはテレビ番組で、そのトリックを暴かれて「インチキコンビ」と叩かれ続けた果てにメディアに出られなくなりコンビを解散。芸能界から姿を消していた。だが亜美は必死に彼らを探し、商店街のイベントにて毒舌芸で売ろうとしながら顰蹙を買いまくっては袋叩きになってノーギャラで追い出される「マイティ丸山」こと借金ダメ男・丸山竜司の存在に行き当たる。
亜美は丸山の後を追い、かつてマイティーズが所属していた「峠プロダクション」を発見。マイティーズに雪絵を見つけてほしい、依頼料ならきちんと払うから、と頼み込む。だが丸山は「マイティーズは終わったコンビ」「テレビで披露した超能力はインチキ」とにべもない。それでも必死に食い下がる亜美の姿を見て、事務所の社長である峠がとりなし、とにかく亜美の依頼を受けて丸山の相方であった仙石和彦の元へ連れて行くようにと促す。
丸山が連れて行った先は、とあるマンション。その最上階のペントハウスに住み、多くの水槽で熱帯魚を飼いながら、マンション管理人としてつつましく生きていた仙石和彦だった。仙石は自身の能力と一連の騒動から「人間」そのものを強く嫌悪し、世捨て人となっていた。そんな人間が亜美の願いなど聞くはずもなく、挙句の果てには雪絵の人格の侮辱にほかならない、いい加減な暴言を幾度も吐いた上で「もう能力は失われた」と言い切って亜美の希望の願いを断ち切り絶望させる。さらに丸山のおだてや挑発も我関せずと受け流し、結果、亜美を涙の底に沈め丸山を激怒させた上で、にべもなく追い返す。
だが2人を追い返したあと部屋の後片付けをしていた仙石は、偶然、亜美の忘れ物を発見して素手で拾い上げてしまう。突然、仙石の脳裏に雪絵の姿が浮かび上がり、それをきっかけとして彼女の姿が仙石の脳裏から離れなくなってしまい、彼は不眠に追い込まれる。結果、仙石は、丸山、亜美とともに事件を追うこととなっていく。

## キャスト
- 仙石 和彦 - 野村萬斎
- 丸山 竜司 - 宮迫博之
- 佐々部 悟 - 安田章大[2]
- 秋山 亜美 - 杉咲花
- 沢村 雪絵 - 木村文乃
- 伊藤 忍 - ちすん
- 松下巡査 - 梶原善
- 野田 直哉 - 風間杜夫
- 峠 久美子 - 高畑淳子
- 唯川 ひな子 - 福本愛菜
- 巣鴨響子（島倉千代子のモノマネ芸人） - なかじままり
- 里奈 - 岩田さゆり
- 孝 - 絲木建太
- 高柳 久恵 - 峯村リエ
- 仙石 隆則 - 嶋田久作
- 仙石 佳美 - 北島美香
- 平野俊樹 - 篠原悠伸
- 高柳優也 - 高島豪志
- エリカ - 前野えま

## スタッフ
- 監督：金子修介
- 脚本：古沢良太
- 音楽：池頼広
- 製作：多田憲之、平城隆司、木下直哉、間宮登良松、渡邊耕一、沖中進、浅井賢二、樋泉実、笹栗哲朗
- 企画：須藤泰司
- エグゼクティブプロデューサー：林雄一郎
- プロデューサー：川田亮、高野渉
- キャスティングプロデューサー：福岡康裕
- 音楽プロデューサー：津島玄一
- ラインプロデューサー：石川貴博
- 撮影：釘宮慎治
- 美術：福澤勝広
- 照明：田辺浩
- 録音：高野泰雄
- 装飾：大庭信正
- 編集：大畑英亮
- 視覚効果：松本肇
- 音響効果：伊東進一
- スクリプター：川野恵美
- 助監督：村上秀晃
- 制作担当：白石治
- 製作：スキャナー製作委員会（東映、テレビ朝日、木下グループ、東映ビデオ、Cygames、朝日放送、メ〜テレ、北海道テレビ、九州朝日放送）

## 小説
映画の脚本を基に、古沢良太が映画では描ききれなかったキャラクターのバックボーンなどを膨らませて書いた小説が『小説版 スキャナー 記憶のカケラをよむ男』のタイトルで集英社文庫から2016年3月18日に発売された。

## 受賞
- 第90回キネマ旬報ベスト・テン（2017年）[4]
  - 助演女優賞（杉咲花、『湯を沸かすほどの熱い愛』と合わせて）
- 第21回日本インターネット映画大賞[5]
  - ニューフェイスブレイク賞（杉咲花、『湯を沸かすほどの熱い愛』と合わせて）